# Muntanya de Santa Magdalena (Conca de Dalt)
La Muntanya de Santa Magdalena és una serra que arriba als 812,1 m, termenal entre els municipis de Conca de Dalt (antic terme de Toralla i Serradell) i la Pobla de Segur. És a ponent de la Pobla de Segur, al nord de Puimanyons i al nord-est de Torallola. S'estén cap a llevant des del coll on enllaça amb la Serra de Ramonic, de la qual és la continuïtat natural. El seu cim més elevat és el Pic de Santa Magdalena.
La muntanya i la serra prenen el nom de l'ermita de Santa Magdalena, situada en el seu vessant sud-est.